# Alexandre Vinet
Alexandre Rodolphe Vinet, född den 17 juni 1797 i Ouchy, kantonen Pays de Vaud, död den 4 maj 1847 i Clarens, var en schweizisk litteraturhistoriker och reformert teolog.

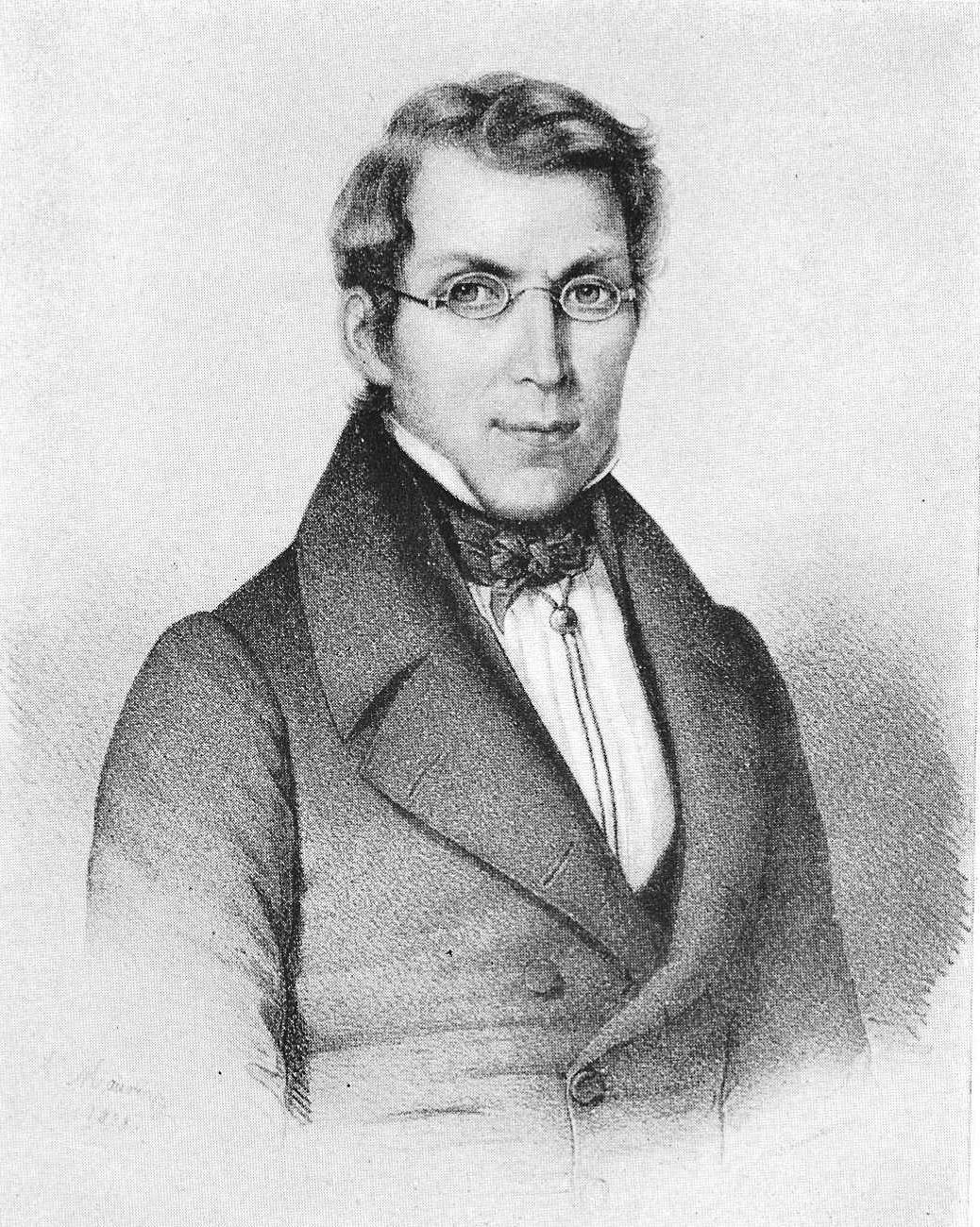
Alexandre Vinet.

Vinet studerade i Lausanne och anställdes 1817 som professor i franska språket och litteraturen vid gymnasiet i Basel. Han studerade teologi, inspirerades av romantiken och utvecklades till utpräglad individualist. Kärleken till full personlig sanning behärskade honom och drev honom att vända sig mot varje yttre kyrklig auktoritet. Därför ville han inte ta emot prästvigning, som fadern önskade, utan följde en kallelse som lärare i franska litteraturen vid universitetet i Basel 1819. Hans Chrestomatie française (tre band, 1829) visade hans geni; den används länge i det franska Schweiz skolor. I Basel mötte han den stora pietistiska väckelsen, som gick över det protestantiska Europa. Till en början stod han avvisande; men faderns död och en svår sjukdom framkallade 1823 en omvändelse i pietistisk riktning med kalvinsk trosuppfattning. Dock sökte Vinet alltid så energiskt förbinda fromhet och bildning, att han blivit kallad "den franska protestantismens Schleiermacher". Förtrycket mot pietisterna förde hans tankar in på det problem, som skulle bli hans livs huvudfråga: förhållandet mellan stat och kyrka, och där han såg enda riktiga lösningen i full skilsmässa mellan dem. I en fransk pristävlan för arbeten om religionsfrihet framlade han under inre ångest sitt program i Mémoire en faveur de la liberté des cultes (1825). I de frikyrkor, som under påverkan därav började bildas, såg Vinet emellertid samvetstvång florera lika väl som i statskyrkorna. Därför höll han sig tills vidare utanför rörelsen och fortsatte sin litteraturhistoriska verksamhet, som resulterade i Études sur Blaise Pascal (två band, 1848), Études sur la littérature française au XIX:e siècle (tre band, 1849-1851) med flera arbeten. Men det teologiska intresset fick övervikten; han hade i Basel prästvigts och börjat predika och mottog 1837 en kallelse till professor i praktisk teologi i sin hemstad. Därmed fördes han mitt in i en kyrkopolitisk kris, framkallad av den liberala regeringens tvång över den ortodoxa kalvinismen. 

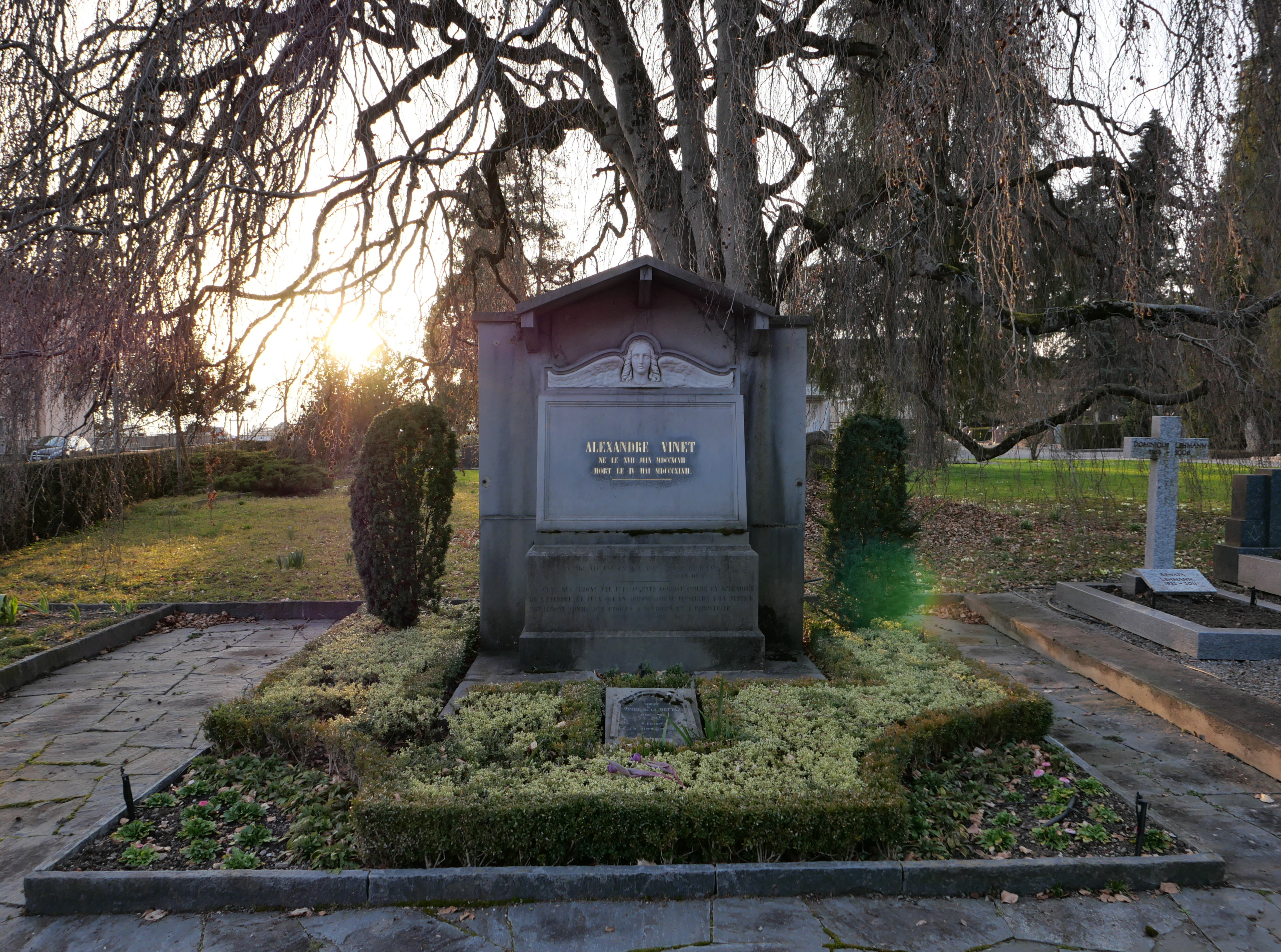
Graven för Vinet och hans hustru Sophie Germaine Auguste, född de la Rottaz (1796-1882), som också var hans kusin, på kyrkogården i Clarens. Paret fick två barn: Stéphanie och Auguste.

Då begagnade han en ny pristävlan i Frankrike till att författa sitt huvudarbete, Essai sur la manifestation des convictions religieuses et sur la separation de l'église et de l'etat (1842). Det är 1800-talets mest inflytelserika inlägg för fullständig skilsmässa mellan stat och kyrka. 
Själv utträdde han 1840 ur sin kyrkas tjänst och avsade sig 1844 sin professur. Fortfarande ville han undvika frikyrkobildningar; men när en sådan dock genom den radikala regeringens tryck framtvangs i Vaud 1845, inträdde Vinet i denna som ledare och ägnade den sina sista vikande krafter, samtidigt som han fortsatte sitt författarskap med energisk betoning av det kristet etiska och psykologiska, under bekämpande av väckelsens dogmatism (Homilétique, postumt utkommen 1853, med flera verk).

## Böcker på svenska
- Kyrkofriheten (La liberté des cultes) (översättning Victor Pfeiff, Edquist, 1863)
- Tvenne vishetsråd: försök i tvenne föredrag öfver Lucas 12:35 (översättning Claes Johan Emil Aurell, Carlson, 1866)
- Kyrkans och religionens frihet (Mémoire en faveur de la liberté des cultes) (översättning N. J. Nordström, Svenska missionsförbundet, 1936)